# Tom Tully
Tom Tully (Durango, Colorado, 21 d'agost de 1908 − Newport Beach, Califòrnia, 27 d'abril de 1982) va ser un actor estatunidenc.

## Biografia
Nascut a Durango (Colorado), Tully va servir en la  Navy i va treballar com a periodista per al Denver Post abans de fer d'actor, per un salari millor. Tully va debutar als escenaris abans d'aparèixer en pel·lícules de Hollywood el 1944. Va ser nominat per l'Oscar per al seu paper de primer comandant del Caine a  El motí del Caine  (1954), amb Humphrey Bogart. De 1954 a 1960, va interpretar l'inspector Matt Grebb en la sèrie de la CBS The Lineup. El seu últim paper és el d'un venedor d'armes deshonest a la pel·lícula de suspens  Charley Varrick  de Don Siegel (1973).
Tully mor d'un càncer el 27 d'abril de 1982 a Newport Beach.

## Filmografia
- 1943: Northern Pursuit de Raoul Walsh
- 1943: Destination Tokyo de Delmer Daves
- 1944: I'll Be Seeing You
- 1946: Fins a la fi del temps
- 1951: Adventure
- 1946: The Virginian
- 1947: Lady in the Lake
- 1948: Sang a la lluna (Blood on the Moon)
- 1948: June Bride
- 1948: Rachel i el foraster
- 1950: Where the Sidewalk Ends
- 1950: Marcat a foc
- 1951: Tomahawk
- 1951: Texas Carnival
- 1952: Ruby Gentry , de King Vidor
- 1952: The Turning Point
- 1952: Lure of the Wilderness
- 1952: Return of the Texan
- 1953: The Moon Is Blue
- 1954: El motí del Caine
- 1955: Love Me or Leave Me
- 1958: Ten North Frederick
- 1968: Coogan's Bluff
- 1973: Charley Varrick

## Premis i nominacions
Nominacions
- 1955: Oscar al millor actor secundari pel seu paper de Comandant DeVriess a El motí del Caine